# کونیهیکو ایواداره
کونیهیکو ایواداره (انگلیسی: Kunihiko Iwadare؛ ۱۵ اوت ۱۸۵۷ – ۲۰ دسامبر ۱۹۴۱) کارآفرین، بازرگان و مدیر ارشد اجرایی ژاپنی بود، که در سال ۱۸۹۹ شرکت ان‌ای‌سی را تأسیس نمود. ایواداره فارغ التحصیل امپریال کالج مهندسی ( 工部大学校, Kōbudaigakkō) در توکیو بود و به عنوان مهندس تلگراف برای دولت ژاپن کار می کرد.

## فعالیت ها
ایواداره در سال ۱۸۸۶ ژاپن را به مقصد نیویورک ترک کرد. او به «چارلز بتچلر» (Charles Batchelor)، دستیار توماس ادیسون معرفی شد. ایواداره در یکی از شرکت های ادیسون در منهتن در خیابان گورک استخدام شد. او در ژانویه ۱۸۸۷ به شرکت تولیدی «Edison Machine Works» در اسکنکتدی، نیویورک منتقل شد.
ایواداره با امید مشارکت در ساخت صنعت برق به ژاپن بازگشت. او ابتدا به عنوان مهندس برق به «اوساکا دنتو» (Osaka Electric Lamp Company - شرکت لامپ های الکتریکی اوساکا) پیوست و پس از هشت سال از سمت خود استعفا داد تا کسب و کار خود را به عنوان نماینده فروش عمومی شرکت های «جنرال الکتریک» و «وسترن الکتریک» در ژاپن راه اندازی کند.
وسترن الکتریک در سال ۱۸۹۵ تمایل داشت که فروش تجهیزات تلفنی خود را در ژاپن گسترش دهد و به ایواداره پیشنهاد شراکت محدود داد. نماینده وسترن الکتریک «والتر تنی کارلتون» (Walter Tenney Carleton) بود.  ایواداره این پیشنهاد را پذیرفت و بنگاه تجاری جدیدی در اوت ۱۸۹۸ تأسیس شد. در سال ۱۸۹۹، تغییراتی در معاهدات میان ژاپن و کشورهای غربی اعمال شد و شراکت محدودی که ایواداره با وسترن الکتریک در سال ۱۸۹۸ ایجاد کرده‌ بود به شرکت سهامی ان‌ای‌سی (Nippon» Electric Co. Ltd) تغییر ساختار داد. وسترن الکتریک ۵۴ درصد از سهام شرکت را در اختیار داشت و ایواداره به عنوان مدیر عامل شرکت ان‌ای‌سی انتخاب شد. او همچنین در سال ۱۹۲۶ رئیس هیئت مدیره شرکت شد.